# 卡尼奧島

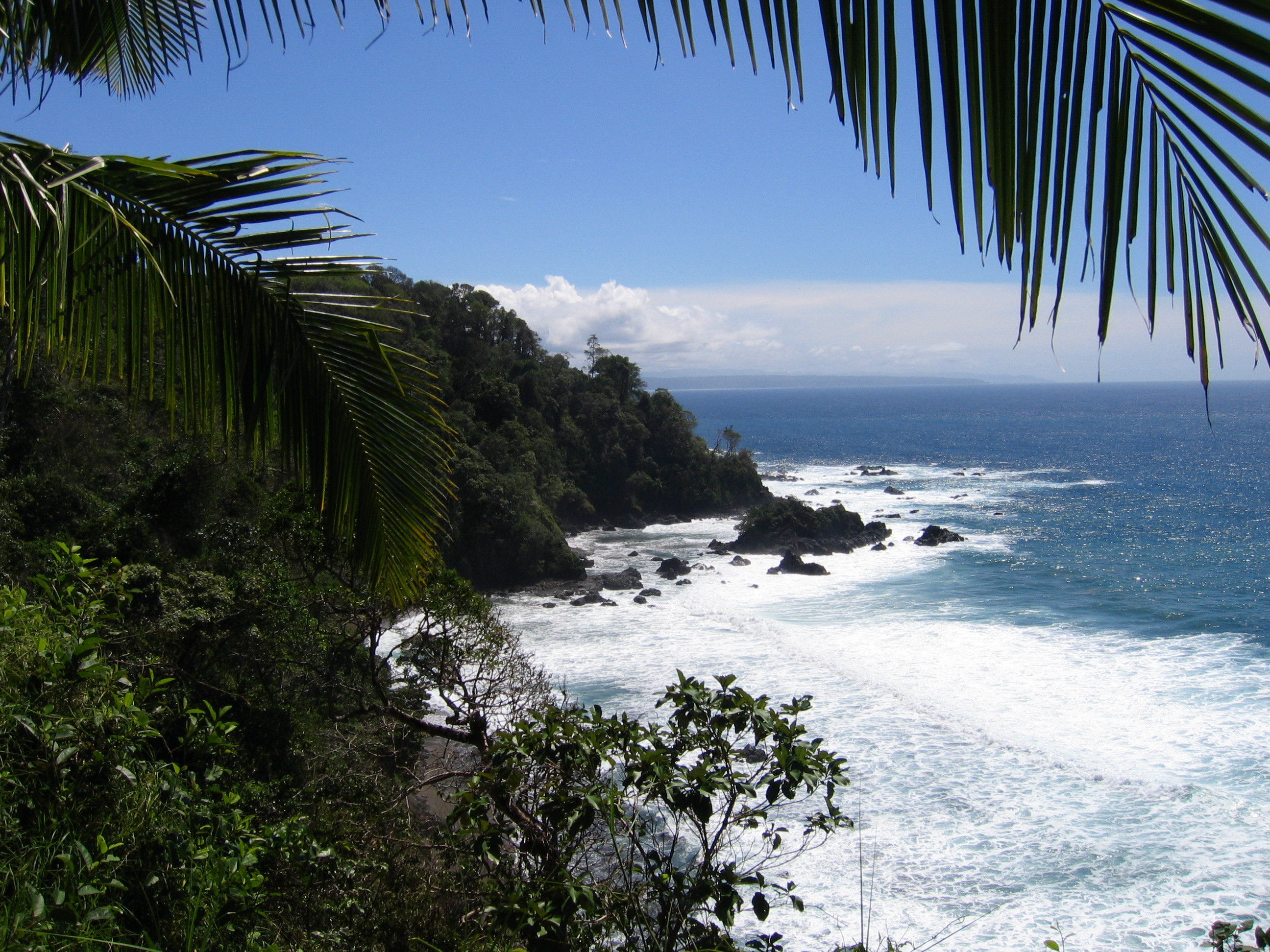

卡尼奧島是哥斯達黎加的島嶼，位於太平洋海域，由蓬塔雷納斯省負責管轄，長3.2公里、寬1.5公里，面積3平方公里，最高點海拔高度123米，島上無人居住。

## 外部連結
- Photos of Caño Island （页面存档备份，存于）

8°42′20.75″N 83°52′43.12″W / 8.7057639°N 83.8786444°W